# Mejorada del Campo
Mejorada del Campo é um município da Espanha na província de Madrid, comunidade autónoma da Madrid.